# Mars 1869

## Événements
- 14 mars (Nouvelle-Zélande) : bataille de Te Porere entre Européens et Māori. Les troupes du gouverneur George Grey infligent une défaite majeure aux rebelles māori de l’île du Sud.

## Naissances
- 1er mars : Pietro Canonica, sculpteur et peintre italien († 8 juin 1959).
- 5 mars : Michael von Faulhaber, cardinal allemand, archevêque de Munich († 12 juin 1952).
- 15 mars : Antonio Fuentes, matador espagnol († 9 mai 1938).
- 18 mars : Maude Abbott, médecin et féministe.
- 24 mars : Olena Kysilevska, journaliste, écrivaine et femme politique ukrainienne († 29 mars 1956).

## Décès
- 1er mars : Raymond-Théodore Troplong, juriste et homme politique français, président du Sénat de 1852 à 1869 (° 8 octobre 1795).
- 8 mars :
  - Hector Berlioz, compositeur français (° 1803).
  - Luigi Calamatta, peintre et graveur italien (° 21 juin 1802).
- 19 mars: Guillaume-Adolphe Nerenburger, lieutenant-général de l'armée belge, directeur de l'Ecole royale militaire de Bruxelles, auteur du programme topographique du territoire de la Belgique (° 23 avril 1804).